# 突尼西亞—土耳其關係
突尼西亞－土耳其關係，是指突尼西亞與土耳其的雙邊關係。
突尼西亞在安卡拉設有大使館，在伊斯坦布爾設有總領事館，土耳其則有大使駐突尼斯。兩國也是地中海聯盟的成員，兩國自16世紀早期已有民族和文化上的連繫，是奧斯曼帝國一個行省，自到19世紀成為法國殖民地。現在突尼西亞有25%人口是土耳其人後裔（寇爾斡里斯）。